# Instynkt (film)
Instynkt – amerykański dramat reżyserowany przez Jona Turteltauba.

## Fabuła
Znany antropolog, Ethan Powell, od czterech lat jest uznawany za zaginionego w dżungli na terenie Ruandy. W tym czasie naukowiec zdobywa akceptację goryli górskich. Gdy odnajduje go grupa strażników przyrody, dochodzi do nieporozumienia, w wyniku którego Powell zabija dwie osoby. Zostaje za to aresztowany i wywieziony do więzienia na Florydzie. Przed wyrokiem ma zostać poddany badaniom psychiatrycznym. Zadanie to zostaje powierzone debiutującemu w tej dziedzinie Theo Caulderowi. Skazany zamyka się jednak w sobie i nie chce nic wyjawić młodemu psychiatrze. Pomocna może okazać się córka Powella – Lynn.

## Obsada
- Anthony Hopkins – Dr Ethan Powell
- Cuba Gooding Jr. – Theo Caulder
- Donald Sutherland – Ben Hillard
- Maura Tierney – Lynn Powell
- George Dzundza – John Murray
- John Aylward – Warden Keefer
- John Ashton
- Marc Macaulay
- Thomas Q. Morris
- Doug Spinuzza
- Paul Bates
- Robert Paisley
- John Travis
- Rex Linn
- Ivonne Coll